# 광한군
광한군(廣漢郡)은 전한대 설치되어 수나라 개황초 폐지될때까지 존재했던 중국의 옛 군이다.

## 전한
고제가 파군과 촉군의 일부를 분할해 고제 6년(기원전 201년)에 세웠다.
익주에 속하였으며, 원시 2년(2년)의 인구조사에 따르면 호구 167,499호, 인구 662,249명이었다. 공관(工官)을 두었다. 아래의 속현 목록은 《한서》지리지의 내용이다. 원연·수화 연간의 현황으로 여겨지며, 총 13현(10현 3도)이다.
| 현명   | 한자   | 대략적 위치        | 비고 |
| ------ | ------ | ------------------ | --- |
| 자동현 | 梓潼縣 | 몐양시 쯔퉁현      | 오부산(五婦山)에서 치수(馳水)가 나와 부(涪)로 들어가니 550리를 간다.                                                                                   |
| 십방현 | 汁方縣 | 더양시 스팡시      | |
| 부현   | 涪縣   | 몐양시 동          | 잔정(孱亭)이 있다. |
| 낙현   | 雒縣   | 더양시 광한시 북   | 장산(章山)에서 낙수(雒水)가 나와 남으로 신도곡(新都谷)에 이르러 전(湔)으로 들어간다. 공관이 있다.                                                      |
| 면죽현 | 緜竹縣 | 더양시 북          | 자암산(紫巖山)에서 면수(緜水)가 나와 동으로 신도(新都)에 이르러 북으로 낙(雒)으로 들어간다. 도위가 다스린다.                                           |
| 광한현 | 廣漢縣 | 쑤이닝시 서훙현    | |
| 가맹현 | 葭萌縣 | 광위안시 남        | |
| 처현   | 郪縣   | 몐양시 싼타이현 남 | |
| 신도현 | 新都縣 | 청두시 신두구      | |
| 전저도 | 甸氐道 | 몐양시 핑우현 북?  | 백수(白水)가 요외(徼外)에서 나와 동으로 가맹에 이르러 한(漢)으로 들어가니 군 둘(무도·광한)를 지나 950리를 간다. 후한시기 광한속국으로 이관되었다.      |
| 백수현 | 白水縣 | 광위안시 칭촨현 동 | |
| 강저도 | 剛氐道 | 몐양시 핑우현      | 부수(涪水)가 요외(徼外)에서 나와 남으로 점강(墊江)에 이르러 한(漢)으로 들어가니 두 군(광한·파)를 지나 1690리를 간다. 후한시기 광한속국으로 이관되었다. |
| 음평도 | 陰平道 | 룽난시 원현 서     | 북부도위가 다스린다. 후한시기 광한속국으로 이관되었다.                                                                                                 |

## 신
이름을 취도(就都)로 고치고 다음 현의 이름을 고쳤다.
| 전한   | 신         |
| ------ | ---------- |
| 자동   | 자동(子同) |
| 십방   | 미신(美信) |
| 부     | 통목(統睦) |
| 낙     | 오락(吾雒) |
| 광한   | 광신(廣信) |
| 전저도 | 치치(致治) |
| 음평도 | 최로(摧虜) |

## 후한
11현 139,865호 509,438명이 살았다.
| 현명   | 한자   | 대략적 위치         | 비고                                                                                     |
| ------ | ------ | ------------------- | ---------------------------------------------------------------------------------------- |
| 낙현   | 雒縣   | 더양시 광한 시북    | 촉군 성도에 있었던 익주자사의 치소를 이곳으로 옮겼다.                                    |
| 신도현 | 新都縣 | 청두 시 신두 구     |                                                                                          |
| 면죽현 | 緜竹縣 | 더양시 북           |                                                                                          |
| 십방현 | 什邡縣 | 더양 시 스팡 시     | 한서에 나온 십방현(汁方縣)과 같다.                                                       |
| 부현   | 涪縣   | 몐양시 동           | 217년 재동군으로 이관되었다.                                                             |
| 자동현 | 梓潼縣 | 몐양 시 쯔퉁 현     | 217년(건안 22년) 촉지방을 점령한 유비가 재동군을 신설했는데, 이때 재동군으로 이관되었다. |
| 백수현 | 白水縣 | 광위안시 칭촨 현 동 | 217년 재동군으로 이관되었다.                                                             |
| 가맹현 | 葭萌縣 | 광위안 시 남        | 217년 유비가 한수현(漢壽縣)으로 개명했으며 동년에 재동군으로 이관되었다.                 |
| 처현   | 郪縣   | 몐양시 산타이 현 남 | 촉한시기 중장 현지역에 오성현(五城縣)이 신설되었다.                                      |
| 광한현 | 廣漢縣 | 쑤이닝시 서훙 현    | 심수(沈水)가 흐른다.                                                                     |
| 덕양현 | 德陽縣 | 쑤이닝 시 동남      | 신설되었다.                                                                              |

## 촉한
유선이 촉한을 통치하던 연희연간에 동부 4개현이 동광한군으로 분리되면서 군역이 크게 축소되었다. 광한군에 잔류했던 속현중 하나인 면죽현은 성도를 지키는 최후의 방어선역할을 했다.
| 분리이전 | 분리이전                                                   | 분리이후 | 분리이후                     |
| -------- | ---------------------------------------------------------- | -------- | ---------------------------- |
| 광한군   | 낙현, 면죽현, 십방현, 신도현, 오성현, 처현, 덕양현, 광한현 | 광한군   | 낙현, 면죽현, 십방현, 신도현 |
| 광한군   | 낙현, 면죽현, 십방현, 신도현, 오성현, 처현, 덕양현, 광한현 | 동광한군 | 오성현, 처현, 덕양현, 광한현 |

## 서진
263년 조위가 촉한을 멸망시킨뒤 익주 동부지역에 양주를 신설했는데, 이때 양주로 소속이 옮겨졌다. 266년(태시 2년)부터 285년(태강 6년)동안 4현이 신도군으로 분리되었다. 3현 5,100호를 거느렸다.
| 분리이전 | 분리이전                                                   | 분리이후 | 분리이후                     |
| -------- | ---------------------------------------------------------- | -------- | ---------------------------- |
| 광한군   | 광한현, 덕양현, 오성현, 낙현, 십방현, 면죽현, 신도현, 처현 | 광한군   | 광한현, 덕양현, 오성현       |
| 광한군   | 광한현, 덕양현, 오성현, 낙현, 십방현, 면죽현, 신도현, 처현 | 신도군   | 낙현, 십방현, 면죽현, 신도현 |
| 광한군   | 광한현, 덕양현, 오성현, 낙현, 십방현, 면죽현, 신도현, 처현 | 폐지     | 처현(이후 재건되었다.)       |

## 북조
298년 진주에서 저족의 추장 이특이 촉군지역으로 남하했고, 304년그의 아들인 이류와 이웅이 성도와 파촉분지를 장악하면서 성한의 지배에 놓이게 되었다. 347년성한이 동진의 환온에 의해 멸망하면서 일시적으로 동진의 영역으로 들어왔으나 전진이 파촉을 점령하면서 전진의 지배하에 들어왔다.
전진이 비수대전에서의 참패로 몰락한 틈을 타 송나라를 세운 유유가 일으킨 북벌중에 동진의 땅으로 들어왔다. 유유시기 수복된 광한군은 신도군 익주로 이관되었다.

## 남조
광한현과 덕양현이 수녕군으로, 면죽현이 남음평군으로 이관되었다. 6현 4,586호 27,149명을 거느렸다. 이때 개편된 것이 수나라가 개황초에 촉군으로 통폐합할때까지 유지되었다.
| 개편이전 | 개편이전                                                   | 개편이후 | 개편이후                           |
| -------- | ---------------------------------------------------------- | -------- | ---------------------------------- |
| 광한군   | 낙현, 십방현, 처현, 신도현, 오성현, 광한현, 덕양현, 면죽현 | 광한군   | 낙현, 십방현, 처현, 신도현, 오성현 |
| 광한군   | 낙현, 십방현, 처현, 신도현, 오성현, 광한현, 덕양현, 면죽현 | 수녕군   | 광한현, 덕양현                     |
| 광한군   | 낙현, 십방현, 처현, 신도현, 오성현, 광한현, 덕양현, 면죽현 | 남음평군 | 면죽현                             |

| 현명   | 한자   | 대략적 위치     | 종류       | 비고                                              |
| ------ | ------ | --------------- | ---------- | ------------------------------------------------- |
| 낙현   | 雒縣   | 변화없음        | 현령(縣令) |                                                   |
| 십방현 | 什邡縣 | 변화없음        | 현령(縣令) |                                                   |
| 처현   | 郪縣   | 변화없음        | 현령(縣令) |                                                   |
| 신도현 | 新都縣 | 변화없음        | 현령(縣令) | 285년(태강 6년) 폐지된것을 복구했다.              |
| 양천현 | 陽泉縣 | 더양 시         | 현령(縣令) | 면죽현에서 분리신설했다.                          |
| 오성현 | 伍城縣 | 더양 시 중장 현 | 현령(縣令) | 오성현(五城縣)에서 오성현(伍城縣)으로 개명되었다. |

## 장관
- 조호(趙護, 기원전 17)[12]
- 장궁 (36 ~ 39)[13]
- 채무 (? ~ 44)